# Hypsiboas steinbachi
Hypsiboas steinbachi es una especie de anfibio anuro de la familia Hylidae.

## Distribución geográfica
Esta especie es endémica del departamento de Santa Cruz en Bolivia. Se encuentra en la provincia de Sara.

## Taxonomía
Caminer y Ron la relevaron de su sinonimia con Hypsiboas fasciatus en 2014 en la que De la Riva la colocó en 1990.

## Etimología
Esta especie lleva el nombre en honor a José Steinbach (1856-1929) quien recolectó los primeros especímenes.

## Publicación original
- Boulenger, 1905: Descriptions of new Tailless Batrachians in the Collection of the British Museum. Annals and Magazine of Natural History, sér. 7, vol. 16, n.º 92, p. 180-184[2]